# Mit Rucksack, Hut und Wanderstock
Mit Rucksack, Hut und Wanderstock war eine Volksmusik-Sendung des Fernsehens der DDR, welche am 7. Juni 1976 auf DDR 1 erstausgestrahlt wurde.

## Produktionsstab (komplett)
- Musikredaktion: Erich Götze
- Kamera: Hans Krenitz, Hans Mortan, Achim Kilbert, Wolfgang Schönfeldt, Günther Trept
- Beleuchtungstechnik: Hubert Hanke
- Bauleitung: Rudi Edel
- Bildtechnik: Klaus Henseler
- Bildschnitt: Norma Thurmann
- Ton: Walter Niepraschk
- Produktionsleitung: Herbert Kühn, Monika Sass
- Aufnahmeleitung: Elke Schulz
- Regieassistenz: Christel Huber
- Landschaftsaufnahmen: Hans Graue, Hans-Joachim Mirschel
- Szenenbild: Wolfgang Schnecke
- Redaktion: Heinz Quermann
- Regie: Jürgen Brill[2]

## Inhalt
Musikalische Grüße vom Rennsteig überbringen Waltraut Schulz und Herbert Roth mit seiner Instrumentalgruppe.

## Gespielte Titel
1. Intro: Mit Rucksack, Hut und Wanderstock (Herbert Roth und Waltraut Schulz)
2. Medley: Rund um den Waffenschmied / Ein Sonntag an der Saale / Bad Salzunger Luft / Rosmarie vom Schwarzatal / Sonneberger Puppen / Grüße vom Rennsteig (Herbert Roth und Waltraut Schulz)
3. Medley: So klingt’s in den Bergen / Im Thüringer Land / Probier’s mal mit Jodeln / Am schönen Saalestrand / Zwei Kinder vom Thüringer Wald / Der schöne Wandertag (Herbert Roth und Waltraut Schulz)
4. Medley: Auf der Oberhofer Höh’ / Liebelei im Pulverschnee / Willst du mein Skihaserl sein? / Schlittenpferdchen / Jodeln im Schnee (Herbert Roth und Waltraut Schulz)
5. Der alte Schmückewirt (Herbert Roth und Waltraut Schulz)
6. Outro: Rennsteig-Lied (Herbert Roth und Waltraut Schulz)

Zwischen den Titeln bereitet Herbert Roth u. a. "Thüringer Rostbratwürste" am Grill zu und Waltraut Schulz einen "Glühpunsch". Ferner werden zu den Titeln Bildimpressionen vom Rennsteig und dem Thüringer Wald auf "Greenscreen" projiziert.

## Sonstiges
Die Sendung wurde Live vor kleinem Publikum im Studio aufgezeichnet. Die Hüllen-Rückseite der Herbert Roth – LP "Wandern durch den Winterwald" zeigt eine Bild-Einstellung aus der Sendung.